# Album of the Year
Album of the Year – szósty album studyjny amerykańskiego zespołu Faith No More z 1997 roku.

## Lista utworów
| Nr. | Tytuł                          | Twórcy                            | Czas |
| --- | ------------------------------ | --------------------------------- | ---- |
| 1.  | Collision                      | Hudson/Patton                     | 3:24 |
| 2.  | Stripsearch                    | Hudson/Patton/Bordin/Gould        | 4:29 |
| 3.  | Last Cup of Sorrow             | Patton/Gould                      | 4:20 |
| 4.  | Naked in Front of the Computer | Patton                            | 2:08 |
| 5.  | Helpless                       | Patton/Bordin/Gould               | 5:26 |
| 6.  | Mouth to Mouth                 | Hudson/Patton/Bordin/Gould        | 3:48 |
| 7.  | Ashes to Ashes                 | Hudson/Patton/Bordin/Gould/Bottum | 3:37 |
| 8.  | She Loves Me Not               | Patton/Bordin/Gould               | 3:29 |
| 9.  | Got That Feeling               | Patton                            | 2:20 |
| 10. | Paths of Glory                 | Hudson/Patton/Bordin/Gould/Bottum | 4:17 |
| 11. | Home Sick Home                 | Patton                            | 1:59 |
| 12. | Pristina                       | Patton/Gould                      | 3:51 |

## Twórcy
- Mike Bordin – perkusja
- Roddy Bottum – keyboard
- Billy Gould – gitara basowa
- Jon Hudson – gitara
- Mike Patton – wokal

## Lista sprzedaży
| Rok  | Album             | Chart                 | Pozycja |
| ---- | ----------------- | --------------------- | ------- |
| 1997 | Album of the Year | The Billboard 200     | No. 41  |
| 1997 | Album of the Year | Australia Top 50      | No. 1   |
| 1997 | Album of the Year | UK Mainstream         | No. 7   |
| 1997 | Album of the Year | Germany               | No. 2   |
| 1997 | Album of the Year | Czech Republic Top 40 | No. 1   |
| 1997 | Album of the Year | Sweden Top 50         | No. 11  |

### Single
| Rok  | Single               | Chart                  | Pozycja |
| ---- | -------------------- | ---------------------- | ------- |
| 1997 | "Ashes to Ashes"     | Mainstream Rock Tracks | No. 23  |
| 1997 | "Last Cup of Sorrow" | Mainstream Rock Tracks | No. 14  |
| 1997 | "Ashes to Ashes"     | Australia Top 50       | No. 8   |
| 1997 | "Last Cup of Sorrow" | Australia Top 50       | No. 62  |
| 1997 | "Ashes to Ashes"     | UK Top 100             | No. 15  |
| 1997 | "Last Cup of Sorrow  | UK Top 100             | No. 51  |